# Diecezja Doumé-Abong’ Mbang
Diecezja Doumé-Abong’ Mbang – diecezja rzymskokatolicka w Kamerunie.
Diecezja erygowana została w 1949 roku, początkowo jako wikariat apostolski Doume. W 1955 roku podniesiona do rangi diecezji, obecną nazwę otrzymała w roku 1983. Obecnym ordynariuszem diecezji jest polski misjonarz Jan Ozga.

## Biskupi diecezjalni
- Biskupi Doumé-Abong’ Mbang
  - Bp Jan Ozga (od 1997)
  - Bp Pierre Augustin Tchouanga, S.C.I. (17.03.1983 – 24.02.1995)
- Biskupi Doumé
  - Abp Lambertus Johannes van Heygen, C.S.Sp. (1962-1983)
  - Bp Jacques Teerenstra, C.S.Sp. (1955-1961)
- Wikariusze apostolscy Doumé
  - Bp Jacques Teerenstra, C.S.Sp. (1951-1955)
  - Abp René Graffin, C.S.Sp. (1949-1951)